# 和歌山县立医科大学护理短期大学部
和歌山县立医科大学护理短期大学部（日语：／ Wakayama Kenritsu Ika Daigaku Kango Tanki Daigakubu *）是过去一所位于日本和歌山县和歌山市的公立短期大学。

## 概要

### 简介
- 短期大学为于1996年开办[1]、由公立大学法人和歌山县立医科大学经营。招生到2003年、停办于2007年[2]。为男女同校。

### 历史
- 1996年 和歌山县立医科大学护理短期大学部成立并同时设置一个学科即护理学科[1]。
- 2003年 招生最后、次年停止招生（正式停办于2007年6月11日[2]）。

## 学校环境
- 校区：在了和歌山县和歌山市[注 1]

## 历任校长
- 驹井则彦：第一代短期大学校长[3]。

## 组织

### 学科
- 护理学科

### 专科
| - 没有 |

### 业余课程
| - 没有 |

## 相关链接
- 日本短期大学列表
- 和歌山县立医科大学：后来校
- 和歌山县立理科短期大学：停办于1955年